# Bandar Lampung
Bandar Lampung är en stad på södra Sumatra i Indonesien. Den är administrativ huvudort för provinsen Lampung och har lite mer än en miljon invånare.
Staden hette förr Tanjungkarang-Telukbetung men bytte namn 1983.

## Administrativ indelning
Bandar Lampung är indelat i tretton underdistrikt (kecamatan):
- Kedaton
- Kemiling
- Panjang
- Rajabasa
- Sukabumi
- Sukarame
- Tajung Karang Barat
- Tanjung Karang Pusat
- Tanjung Karang Timur
- Tanjung Senang
- Teluk Betung Barat
- Teluk Betung Selatan
- Teluk Betung Utara

Underdistrikten är indelade i lokala administrativa enheter, kelurahan. De enda områdena inom stadsgränsen som räknas som landsbygd är Sukarame II (i Teluk Betung Barat) och Way Gubak (i Panjang).